# Strzelectwo na Letnich Igrzyskach Olimpijskich 1908 – runda pojedyncza do sylwetki jelenia, drużynowo
Runda pojedyncza do sylwetki jelenia drużynowo była jedną z konkurencji strzeleckich na Letnich Igrzyskach Olimpijskich 1908. Zawody odbyły się w dniu 10 lipca. W zawodach uczestniczyło 8 zawodników z 2 państw.
Każdy zawodnik oddał 10 strzałów do sylwetki jelenia z odległości 110 jardów. Cel w kształcie jelenia wykonywał 10 przebiegów o długości 75 stóp każdy. Każdy przebieg trwał 4 sekundy. Na sylwetce oznaczone były trzy okręgi. Za trafienie w sam środek przyznawano 4 punkty, za większy 3 punkty i za największy 2 punkty. Trafienie w cel, ale poza okręgi był nagradzany 1 punktem. Maksymalna liczba punktów do zdobycia przez zawodnika wynosiła 40. Maksymalny wynik drużynowo wynosił 160 punktów.

## Wyniki
| Miejsce | Państwo         | Zawodnik                   | Wynik |
| ------- | --------------- | -------------------------- | ----- |
| 1       | Szwecja         | Łączny wynik               | 86    |
| 1       | Szwecja         | Alfred Swahn               | 26    |
| 1       | Szwecja         | Arvid Knöppel              | 22    |
| 1       | Szwecja         | Oscar Swahn                | 21    |
| 1       | Szwecja         | Ernst Rosell               | 17    |
| 2       | Wielka Brytania | Łączny wynik               | 85    |
| 2       | Wielka Brytania | Charles Nix                | 27    |
| 2       | Wielka Brytania | William Russell Lane-Joynt | 22    |
| 2       | Wielka Brytania | William Ellicott           | 18    |
| 2       | Wielka Brytania | Ted Ranken                 | 18    |